# Roger Dirat
Pas d'image ? Cliquez ici

a Compétitions nationales et continentales officielles uniquement.

Roger Dirat, né le 30 juin 1950 à Toulouse (Haute-Garonne), est un joueur français de rugby à XIII dans les années 1970. Il occupe au cours de sa carrière le poste de demi de mêlée.
Il pratique le rugby à XIII au Toulouse olympique XIII et remporte avec ce dernier le  Championnat de France en 1973, avec ses coéquipiers tels que Roger Garrigue, Charles Zalduendo, Francis Pierre, Maurice de Matos et Orféo Balsarin.

## Palmarès
- Collectif :
  - Vainqueur du Championnat de France : 1973 (Toulouse).